# 和新镇
和新镇，是中华人民共和国四川省德阳市旌阳区下辖的一个乡镇级行政单位。

## 行政区划
和新镇下辖以下地区：
场镇社区、高治村、英雄岭村、长寿村、新民村、永兴村、白蜡村、福兴村和小河村。